# میلک (گروه موسیقی)
میلک (کره‌ای: 밀크؛ انگلیسی: M.I.L.K، سرواژهٔ Made In Lovely Kin) گروه دخترانه اهل کره جنوبی بود که توسط بی‌ام انترتینمنت، ناشر زیرمجموعه اس‌ام انترتینمنت در سال ۲۰۰۱ شکل گرفت. این گروه در ۱۷ دسامبر ۲۰۰۱ با انتشار آلبوم با طراوت فعالیتش را آغاز کرد. در سال ۲۰۰۳، به یومی گروه را ترک کرد و سپس گروه منحل شد. هر کدام از اعضا حرفهٔ انفرادی خود را دنبال کردند.

## پیش‌زمینه
دو سال طول کشید تا این گروه تشکیل شود. این گروه در ۱۷ دسامبر ۲۰۰۱ با انتشار آلبوم با طراوت فعالیتش را آغاز کرد. گروه زیر نظر بی‌ام انترتینمنت مدیریت می‌شد و طرفداران گروه «میلکی وِی» (Milky Way) نام داشتند. انتظار می‌رفت که آهنگ «به سوی دنیای جدید»، عنوان تک‌آهنگ آغازین آلبوم دوم این گروه باشد اما کنسل شد و به جای آن توسط گرلز جنریشن منتشر شد.

## اعضا
پیشین
- پارک هی بن
- کیم بو می
- به یو می
- سو هیون جین

## ترانه‌شناسی

### آلبوم‌های استودیویی
| عنوان    | جزئیات آلبوم |
| -------- | --- |
| با طراوت | - انتشار: ۱۷ دسامبر ۲۰۰۱ - ناشر: بی‌ام انترتینمنت، اس‌ام انترتینمنت - فرمت: سی‌دی، کاست فهرست قطعات 1. «کریستال» (Crystal) 2. «بیا پیشم» (Come to Me) 3. «نامه غم‌انگیز» (Sad Letter) 4. «عشق نابینا» (Blind Love) 5. «تمام عشقم برای تو» (All My Love For You) 6. «تو رو می‌خوام» (I Want You) 7. «راز» (Secret) 8. «دلیل» (Reason) 9. «آرزو» (Wish) 10. «او هرگز…» (She Never...) 11. «با من بمان» (Stay with me) 12. «زمان خوش» (Good Time) 13. «کریستال» (بی‌کلام) |

این آلبوم به تهیه‌کنندگی مون هی جون بود. این از اولین آثاری بود که تیم سوییت‌تون در آن نقش داشت.

### تک‌آهنگ‌ها
| عنوان          | سال  | آلبوم    |
| -------------- | ---- | -------- |
| «بیا پیشم»     | ۲۰۰۱ | با طراوت |
| «کریستال»      | ۲۰۰۲ | با طراوت |
| «نامه غم‌انگیز» | ۲۰۰۲ | با طراوت |

## جوایز
| مراسم جوایز               | سال  | دسته                | نامزد / اثر | نتیجه    | منابع |
| ------------------------- | ---- | ------------------- | ----------- | -------- | ----- |
| جشنواره ویدئو موسیقی ام‌نت | ۲۰۰۲ | بهترین گروه تازه‌کار | «بیا پیشم»  | نامزدشده | [ ۵ ] |